# Jacqueline Hassink
Jacqueline Hassink (Enschede, 15 juli 1966 – Amsterdam, 22 november 2018) was een Nederlands conceptueel kunstenaar, die zich specialiseerde in fotografie en film. Ze is vooral bekend vanwege haar globale fotokunstprojecten die de wereldeconomie uitbeelden. Via dit project heeft ze de economische globalisatie van de maatschappij in beeld gebracht.

## Biografie
Hassink studeerde beeldhouwkunst aan de Koninklijke Academie van Beeldende Kunsten in Den Haag. In 1992 studeerde zij af als beeldhouwer aan de kunstacademie van Trondheim. In 1993 begon zij met fotografie.
Haar internationale doorbraak kwam in 1996, met haar boek The Table of Power. Zij ging toen in Brooklyn in New York wonen en doceerde fotografie aan de Harvard University en aan het International Center of Photography. Sinds 2000 werkte ze samen met ontwerper Irma Boom voor haar boeken en voor exposities. Van 2004 tot 2014 verbleef zij elk jaar zes weken bij zenboeddhistische monniken.
Hassink overleed in 2018 aan kanker. Voor haar overlijden gaf zij haar archief in beheer aan het Nederlands Fotomuseum in Rotterdam.

## Werk
Hassink werkte voornamelijk vanuit New York, maar was ook vaak in Amsterdam en in Kyoto.
Voor haar foto's rond het thema 'tafel', heeft ze samengewerkt met enkele van de grootste CEO’s ter wereld uit de Fortune Global 500. Zij fotografeerde hun kantoren en bestuurstafels, zonder de mensen. Ook legde zij daarin vast hoe ze ontvangen werd, bijvoorbeeld hoe de koffie smaakte. Negentien CEO's, zoals Bill Gates, weigerden mee te werken. Zulke mensen kregen een zwarte pagina in het boek The Table of Power (1996) mét hun naam in haar boek. In de tweede serie Table of Power II kregen de twaalf niet meewerkende bedrijven een witte pagina.
Haar foto's van vrouwelijke CEO's werden gebundeld in Female Power Stations: Queen Bees (1996-2000) en Arab Domains (2005-2006). In Queen Bees fotografeerde ze zowel de tafels in de bedrijven, als de gedekte tafels thuis. In Arab Domains kwamen kantoren van machtige vrouwen in het Midden-Oosten in beeld. In 2003 verscheen Mindscapes met foto's van paskamers in chique warenhuizen. In de periode rond 2007 fotografeerde zij kleedkamers van haute couturiers in Parijs, spiegels en jurken. In 2008 verschenen haar foto's Car girls, waarvoor ze vijf jaar grote autoshows bezocht, waar mooie meisjes bij staan, die passen bij de auto's die aan de man gebracht moeten worden.
Tussen 2004 en 20014 werkte zij aan een fotoserie over boeddhistische tempels en tuinen in Kyoto.
In 2018 vond een expositie met de titel Unwired plaats in het Nederlands Fotomuseum, waarvoor ze fotografeerde op locaties zonder digitaal bereik, zoals het oerbos op Yakushima in Japan, Spitsbergen en Mount Kenya National Park. In 2016 ontwikkelde ze met Bregtje van der Haak en Richard Vijgen een app met de titel White Spots.
iPortrait is daarentegen juist een portretserie van mensen in het openbaar vervoer met een smartphone in verschillende wereldsteden.

## Prijzen
- Rencontres d’Arles Unlimited Award, 2002
- Dutch Doc Award (2013) voor het project Table of Power II
- Dutch Design Award (2017) voor de app White Spots

## Boeken
- The Table of Power, Menno van de Koppel (Amsterdam), februari 1996, ISBN 978-9-07392-614-1 en september 2000, ISBN 978-9-07392-623-3.
- Female Power Stations: Queen Bees, Menno van de Koppel (Amsterdam), oktober 1999, ISBN 978-9-0739-2622-6.
- Mindscapes, Birkhäuser Verlag (Bazel), maart 2003, ISBN 978-3-7643-6993-4.
- The Power Book. London: Chris Boot, 2007, ISBN 978-1-9057-1207-6.
- Domains of Influence, I.B. Tauris (Londen), juni 2008, ISBN 978-1-8451-1659-0.
- Quarry Walls, uitgegeven in eigen beheer, juli 2008.
- Car Girls, Aperture, april 2009, ISBN 978-1-59711-097-6.
- Car Girls pocket edition, Aperture, september 2009, ISBN 978-1-5971-1106-5.
- The Table of Power 2, Hatje Cantz, december 2011, ISBN 978-3-7757-3214-7.
- The Table of Power 2 Special Edition I (walnut), Hatje Cantz, januari 2012, ISBN 978-3-7757-3333-5.
- The Table of Power 2 Special Edition II (cherry), Hatje Cantz, januari 2012, ISBN 978-3-7757-3334-2.
- The Table of Power 2 Special Edition III (red gum), Hatje Cantz, januari 2012, ISBN 978-3-7757-3335-9.
- Black Walls, uitgegeven in eigen beheer, november 2012.
- View, Kyoto, Hatje Cantz, maart 2015, ISBN 978-3-7757-3910-8.

## Exposities (selectie)
- 2003 - Mindscapes, Huis Marseille
- 2007/2008 - The Power Show, simultaan in het Nederlands Fotomuseum en Huis Marseille. Foto's uit verschillende van haar series.
- 2018 - Unwired, Nederlands Fotomuseum